# Cabezas del Villar
Cabezas del Villar là một đô thị trong tỉnh Ávila, Castile và León, Tây Ban Nha. Theo điều tra dân số 2006 (INE), đô thị này có dân số là 399.